# Quốc Tuấn, An Lão (Hải Phòng)
Quốc Tuấn là một xã thuộc huyện An Lão, thành phố Hải Phòng, Việt Nam.
Xã Quốc Tuấn có diện tích 8,14 km², dân số năm 1999 là 8659 người, mật độ dân số đạt 1064 người/km².